# Fernmeldeturm Rostock
Der Fernmeldeturm Rostock wurde ab 1968 als Richtfunkturm Rostock-Stadtweide der Deutschen Post im Rostocker Stadtteil Stadtweide mit einer Gesamthöhe von 140 Metern errichtet. Er war der wichtigste Senderstandort der Stadt Rostock und ist einer der ältesten Sendetürme in Stahlbeton-Bauweise im Gebiet der einstigen DDR.

## Geschichte

### Kleiner Fernmeldeturm
Seit DDR-Zeiten befindet sich im heutigen Wohngebiet Am Tannenweg, nur wenige hundert Meter vom großen Fernmeldeturm entfernt bei 54°4'28" N 12°4'52" O, sein „kleiner Bruder“, ein Fernmeldeturm. Er hat nichts mit dem einstigen Mittelwellensender Rostock zu tun, der sich südwestlich des großen Fernmeldeturms bei 54.070751 N 12.076389 O befand. Zu DDR-Zeiten befanden sich gleich daneben die heute nicht mehr existierende Speedway-Rennbahn und ein Sportplatz. Der kleine Sendeturm existiert auch heute noch und wird von Mobilfunk-Betreibern als Sendemast genutzt.

### Großer Fernmeldeturm
Baubeginn für den Turm war im Frühling 1968. Im Herbst des gleichen Jahres begann in über 100 Metern Höhe die Montage des Antennenträgers.
Der große Richtfunkturm wurde zivil für die Ausstrahlung von UKW-Radioprogrammen und für die im Ostsee-Studio Rostock produzierte Sendungen wie Visite oder Musik und Snacks vorm Hafen genutzt.
Es gab aber auch eine, der Bevölkerung weitgehend unbekannte, Nutzung durch die Sicherheitsorgane der DDR. So war der Turm in das republikweite UKW-Relaisfunknetz der Deutschen Volkspolizei eingebunden, mittels dessen z. B. eine Sprechfunkverbindung von einem Rostocker Funkstreifenwagen zu einer VP-Dienststelle in Dresden hergestellt werden konnte.
Im Sommer 1973 wurde eine Aussichtsplattform in 102 Meter Höhe eingeweiht. Bis in die 1980er Jahre war sie der Öffentlichkeit zugänglich. Von der Plattform aus war bei guten Sichtverhältnissen die dänische Küste (Süd-Falster) sichtbar. Im Rahmen der Überführung von der Deutschen Post der DDR in die Deutsche Bundespost, später die Deutsche Telekom AG, wurde der Turm in den 1990er Jahren komplett saniert und umgebaut. Dabei wurde die damalige Konstruktion, die die Aussichtsplattform integrierte, abgerissen. Der vormals silbergraue Turm erhielt die Farben der Deutschen Telekom AG, an südlicher und nördlicher Seite wurden zwei mehrere Meter hohe und beleuchtete magentafarbene „T“s angebracht, welche Mitte der 2010er-Jahre wieder demontiert wurden.
In der Nacht vom 4. auf den 5. August 2014 wurden die Sender Rostock-Stadtweide und Marlow für die Ausstrahlung von Radio- und Fernsehprogrammen bis auf weiteres stillgelegt und deren Ausstrahlungen zum Sender Rostock-Toitenwinkel verlagert. Der Fernmeldeturm Rostock-Stadtweide wird weiterhin von T-Mobile genutzt.

## Frequenzen und Programme
Neben den aufgeführten Radiosendern wurden von 2006 bis 2014 auch acht Fernsehprogramme von ARD und ZDF im Rahmen des terrestrischen Digitalfernsehens DVB-T ausgestrahlt. Deren analoge Ausstrahlung ist seither eingestellt. Ab August 2014 wurde hier die Verbreitung über UKW beendet, weil ein neuer Sender gebaut wurde nämlich Sender Rostock-Toitenwinkel.

### Analoger Hörfunk (UKW)
| Frequenz (MHz) | Programm        | RDS PS            | RDS PI                | Regionalisierung | ERP (kW) | Antennendiagramm rund (ND)/gerichtet (D) | Polarisation horizontal (H)/vertikal (V) |
| -------------- | --------------- | ----------------- | --------------------- | ---------------- | -------- | ---------------------------------------- | ---------------------------------------- |
| 88,9           | N-Joy           | _N-JOY__/VOM_NDR_ | D385                  | −                | 2        | D (130–250°, 290–300°, 340–90°)          | H                                        |
| 90,2           | LOHRO           | _LOHRO__          | 1073                  | −                | 0,079    | D (340–110°)                             | H                                        |
| 95,8           | NDR 1 Radio MV  | NDR1_HRO NDR_1_MV | D571 (regional), D371 | Rostock          | 0,16     | D (350–110°)                             | H                                        |
| 97,3           | Antenne MV      | _ANT_MV_          | D378                  | Nord             | 2        | D (60–40°)                               | H                                        |
| 105,6          | Ostseewelle     | _OSTSEE_          | D379                  | Nord             | 0,16     | D (350–110°)                             | H                                        |
| 106,5          | Deutschlandfunk | __DLF___          | D210                  | −                | 1        | D (50–270°)                              | H                                        |

### Digitales Fernsehen (DVB-T)
| Kanal | Frequenz (in MHz) | Multiplex        | Programme im Multiplex | ERP (in kW) | Antennendiagramm rund (ND)/ gerichtet (D) | Polarisation horizontal (H)/ vertikal (V) | Modulations- verfahren | FEC | Guard- intervall | Bitrate [MBit/s] | SFN mit                    |
| ----- | ----------------- | ---------------- | --- | ----------- | ----------------------------------------- | ----------------------------------------- | ---------------------- | --- | ---------------- | ---------------- | -------------------------- |
| 29    | 538               | NDR-MVP          | - Das Erste (NDR) - NDR Fernsehen Mecklenburg-Vorpommern - NDR Fernsehen Schleswig-Holstein / MDR Fernsehen Sachsen-Anhalt - RBB Fernsehen Brandenburg | 1           | ND                                        | H                                         | 16-QAM                 | 2/3 | 1/4              | 13,27            | Rostock-Stadtweide, Marlow |
| 46    | 674               | ZDFmobil-Bouquet | - ZDF - 3sat - ZDFinfo - KiKA (06–21 Uhr) / ZDFneo (21–06 Uhr)                                                                                         | 1           | ND                                        | H                                         | 16-QAM                 | 2/3 | 1/4              | 13,27            | Rostock-Stadtweide, Marlow |

### Analoges Fernsehen
Bis zur Umstellung auf DVB-T wurden folgende Programme in analogem PAL gesendet:
| Kanal | Frequenz (MHz) | Programm                               | ERP (kW) | Sendediagramm rund (ND)/ gerichtet (D) | Polarisation horizontal (H)/ vertikal (V) |
| ----- | -------------- | -------------------------------------- | -------- | -------------------------------------- | ----------------------------------------- |
| 35    | 583,25         | NDR Fernsehen (Mecklenburg-Vorpommern) | 1        | D                                      | H                                         |
| 38    | 607,25         | ZDF                                    | 1        | D                                      | H                                         |
| 49    | 695,25         | rok-tv                                 | 1        | D                                      | H                                         |